# Adam Gotsis
(en) Statistiques sur pro-football-reference
Adam Gotsis, né le 23 septembre 1992 à Melbourne, est un sportif professionnel australien de football américain jouant au poste de defensive end dans la National Football League (NFL) depuis la saison 2016 et actuellement pour les Colts d'Indianapolis.
Sélectionné en 63e rang lors du deuxième tour de la draft 2016 de la NFL par la franchise des Broncos de Denver où il joue de 2016 à 2019, il est ensuite transféré chez les Jaguars de Jacksonville (2020-2023) avant de rejoindre les Colts en 2024.
Au niveau universitaire, il a joué pour les Yellow Jackets de l'institut de technologie de Géorgie (Georgia Tech) en NCAA Division I FBS de 2012 à 2015.

## Biographie

### Sa jeunesse
Gotsis est né dans la banlieue d'Abbotsford à Melbourne en Australie. Ses parents sont d'origine grecque. Il grandit en jouant au football australien et supporte le North Melbourne Football Club jouant en Australian Football League.
À 13 ans, alors qu'il intègre la Kew High School, son intérêt pour le football australien diminue. Sa mère découvre via une recherche sur Google le club de football américain local, les Monash Warriors (en). Gotsis et son frère aîné s'y inscrivent dans l'équipe junior.
Au sein des Warriors, il réussit 12,5 sacks et est désigné MVP de la ligue junior en 2010. Il gravit les échelons locaux et est sélectionné dans l'équipe nationale australienne, avec qui il dispute la Coupe du monde de football américain en décembre 2011.

### Carrière universitaire
Un mois plus tard, il quitte son Australie natale pour s'installer aux États-Unis, dans la ville d'Atlanta. Il s'engage avec les Yellow Jackets de Georgia Tech qui jouent au sein de NCAA Division I Football Bowl Subdivision.
Il dispute avec Georgia Tech un total de 48 matchs, dont 37 comme titulaire, et totalise 110 plaquages, dont 69 seul, 12,5 sacks, deux interceptions, deux fumbles adverses recouverts, et quatre blocs de coups de pied.
Lors de sa saison sophomore, en 2013, il est titulaire lors des 13 matchs de la saison au poste de nose tackle et y totalise 38 plaquages, dont 23 seul, 5,5 sacks, une interception, une passe adverse déviée et deux coups de pied adverse bloqués. Il se classe deuxième de son équipe au nombre de plaquages pour perte de yards adverses, avec 14,5, et au nombre de sacks. Durant son année junior, il est titulaire au sein de la ligne défensive pour les 14 matchs de la saison, totalisant 36 plaquages, dont 23 seul, trois sacks, une interception, trois passes adverses défendues et deux coups de pied adverse bloqués. Il est sélectionné dans la seconde équipe-type de l'Atlantic Coast Conference tant par les entraîneurs que par les médias. Il comptabilise sur les neuf premiers matchs de sa saison senior 31 plaquages, dont 20 seul, cinq plaquages pour perte de yards adverses, trois sacks et deux fumble adverses recouverts. Il se blesse par contre au genou, ce qui met fin à sa saison.
Au terme des quatre années passées à l'institut de technologie de Géorgie, il quitte l'université avec un diplôme en administration des affaires,.

### Carrière professionnelle

#### Broncos de Denver
Gotsis est sélectionné en 63e choix global lors du deuxième tour de la draft 2016 de la NFL par la franchise des Broncos de Denver devenant le joueur australien sélectionné le plus haut lors d'une draft de la NFL.
Le 26 mai 2016, il signe avec les Broncos un contrat de 4 ans pour un montant de 5,4 millions de dollars, dont une prime à la signature de 1,06 million.
Gotsis fait ses débuts professionnels le 8 septembre 2016 contre les Panthers de la Caroline et participe aux seize matchs de la saison. Il totalise en fin de saison 14 plaquages dont 5 en solo, une passe déviée et recouvre un fumble adverse.
En 2017, Gotsis commence 13 des 16 matchs de la saison et totalise 41 plaquages dont 28 en solo, deux sacks, quatre passes déviées et recouvre un fumble adverse. Il est désigné titulaire pour la première fois de sa carrière professionnelle le 17 septembre 2017 contre les Cowboys de Dallas et y réussit 4 plaquages. Il effectue son premier sack professionnel et bloque un field goal adverse le 15 octobre 2017 lors du match contre les Giants de New York.
Le 23 décembre 2019, il est placé sur la liste des blessés à la suite d'une opération subie au genou, ce qui met fin à sa saison 2019.

#### Jaguars de Jacksonville
Le 2 août 2020, Gotsis signe chez les Jaguars de Jacksonville et prolonge annuellement son contrat le 25 mars 2021, le 4 mai 2022 et le 20 mars 2023
En 2023, il participe aux 17 rencontres de la saison, totalisant 26 plaquages, 4 passes déviéestackles et 1 sack.
Gotsis est libéré par les Jaguars le 6 août 2024.

#### Colts d'Indianapolis
Le 17 septembre 2024, Gotsis signe avec les Colts d'Indianapolis pour y intégrer leur équipe d'entraînement. Il est promu dans l'effectif principal en 4e semaine pour le match contre les Steelers de Pittsburgh.

## Controverse
En mars 2018, Gotsis est arrêté pour le viol présumé d'une femme en 2013 lors alors qu'il est étudiant à l'institut de technologie de Géorgie (Georgia Tech). Il se rend lui-même à la police d'Atlanta le 7 mars 2018 et est libéré après avoir réglé une caution de 50 000 dollars. Le 15 août 2018, le bureau du procureur de district du comté de Fulton annonce que les poursuites contre Gotsis sont abandonnées.

## Statistiques

### Université
| Année       | Équipe                         | Statut      | MJ |       | Plaquages | Plaquages | Plaquages | Plaquages |       | Interceptions | Interceptions | Interceptions | Interceptions |  | Fumbles | Fumbles |
| Année       | Équipe                         | Statut      | MJ | Total | Seul      | Ast.      | Sacks     | Nb.       | Yards | Déf.          | TD            | Nb.           | Rec.          |  |         |         |
| 2013        | Yellow Jackets de Georgia Tech | Fr.         | 12 | 05    | 03        | 02        | 1,0       | 0         | 0     | 1             | 0             | 0             | 0             |  |         |         |
| 2013        | Yellow Jackets de Georgia Tech | So.         | 13 | 38    | 23        | 15        | 5,5       | 1         | 2     | 1             | 0             | 0             | 0             |  |         |         |
| 2014        | Yellow Jackets de Georgia Tech | Jr.         | 14 | 36    | 23        | 13        | 3,0       | 1         | 0     | 3             | 0             | 0             | 0             |  |         |         |
| 2015        | Yellow Jackets de Georgia Tech | Sr.         | 09 | 31    | 20        | 11        | 3,0       | 0         | 0     | 0             | 0             | 0             | 2             |  |         |         |
| Totaux NCAA | Totaux NCAA                    | Totaux NCAA | 48 | 110   | 69        | 41        | 11,5      | 2         | 2     | 4             | 0             | 0             | 2             |  |         |         |

### NFL
| Année              | Équipe                  | MJ  |                 | Plaquages       | Plaquages       | Plaquages       | Plaquages       |                 | Interceptions   | Interceptions   | Interceptions | Interceptions |  | Fumbles | Fumbles |
| Année              | Équipe                  | MJ  | Total           | Seul            | Ast.            | Sacks           | Nb.             | Yards           | Déf.            | TD              | Nb.           | Rec.          |  |         |         |
| 2016               | Broncos de Denver       | 16  | 14              | 05              | 09              | 0,0             | 0               | 0               | 1               | 0               | 0             | 1             |  |         |         |
| 2017               | Broncos de Denver       | 16  | 41              | 28              | 13              | 2,0             | 0               | 0               | 4               | 0               | 0             | 1             |  |         |         |
| 2018               | Broncos de Denver       | 16  | 38              | 25              | 13              | 3,0             | 0               | 0               | 6               | 0               | 2             | 1             |  |         |         |
| 2019               | Broncos de Denver       | 09  | 16              | 11              | 05              | 0,0             | 0               | 0               | 2               | 0               | 0             | 0             |  |         |         |
| 2020               | Jaguars de Jacksonville | 16  | 37              | 18              | 19              | 0,0             | 0               | 0               | 3               | 0               | 1             | 0             |  |         |         |
| 2021               | Jaguars de Jacksonville | 16  | 27              | 20              | 07              | 3,0             | 0               | 0               | 0               | 0               | 0             | 0             |  |         |         |
| 2022               | Jaguars de Jacksonville | 15  | 19              | 10              | 09              | 1,5             | 0               | 0               | 2               | 0               | 0             | 1             |  |         |         |
| 2023               | Jaguars de Jacksonville | 17  | 26              | 18              | 08              | 1,0             | 0               | 0               | 4               | 0               | 0             | 0             |  |         |         |
| 2024               | Colts d'Indianapolis    | ?   | Saison en cours | Saison en cours | Saison en cours | Saison en cours | Saison en cours | Saison en cours | Saison en cours | Saison en cours | ?             | ?             |  |         |         |
| Totaux en carrière | Totaux en carrière      | 121 | 218             | 135             | 83              | 10,5            | 0               | 0               | 22              | 0               | 3             | 4             |  |         |         |

| Année | Équipe                  | MJ |       | Plaquages | Plaquages | Plaquages | Plaquages |       | Interceptions | Interceptions | Interceptions | Interceptions |  | Fumbles | Fumbles |
| Année | Équipe                  | MJ | Total | Seul      | Ast.      | Sacks     | Nb.       | Yards | Déf.          | TD            | Nb.           | Rec.          |  |         |         |
| 2022  | Jaguars de Jacksonville | 2  | 3     | 1         | 2         | 0,0       | 0         | 0     | 0             | 0             | 0             | 0             |  |         |         |